# 岳公台—西黑沟遗址群
岳公台—西黑沟遗址群是坐落于新疆维吾尔自治区哈密地区巴里坤哈萨克自治县的一处春秋时代至战国时代的古代游牧民族遗址。

## 地理信息
岳公台—西黑沟遗址群位于巴里坤哈萨克自治县巴里坤山北麓的一片草原牧场和山地森林的缓坡地带。西北距离巴里坤湖15约千米，东北距离巴里坤县3公里，北边以兰州湾子村为界。遗址群东西长从东边岳公台至西边西黑沟共约5千米，南北从天山北麓到兰州湾子村共约3千米，面积1余平方公里。

## 遗址简介
岳公台—西黑沟遗址群共包括3座石筑高台、3座大型石围墙基址、120余座石围基址、2处石筑墓葬、300余座墓葬、岩画群3处、岩画34处、1000余幅。其建筑形式与温泉县的阿敦乔鲁遗址类似，表现出了青铜至早期铁器时代游牧民族的遗址的特点。在遗址群范围内分布着岳公台、大直沟、弯沟、倪家鄂博、高家鄂博、兰州湾子、双闸鄂博等遗址，它们都具有共同的文化特征。2009年，与石人子沟遗址群、乌拉台遗址群、西山遗址等大型聚落遗址共同被称为东天山地区古代游牧民族大型聚落遗址。

### 石筑高台
石筑高台包括双闸鄂博、倪家鄂博以及高家鄂博，均建于地势较高的山坡上。高台可能是一种礼仪性或宗教性质的建筑。

#### 双闸鄂博高台
双闸鄂博高台位于遗址群西端，高约3米。南北长约45米，东西长大概40米。北部有一扇形石围、东西两侧有方形石围与高台构成一体，高台毁坏严重。

#### 高家鄂博高台
高家鄂博高台位于双闸鄂博高台东侧，高约5米。高台顶部呈直径为15米左右的圆形。中部有“门”字状遗迹，北部有扇形石围。

#### 倪家鄂博高台
倪家鄂博高台位于兰州湾子村南的山坡上，高约3米。高台顶部呈椭圆形，直径为20米，底部直径为30米。北部有扇形石围，高台破坏严重。 

### 石围基址
石围基址主要分布在石筑高台周围，并在其他区域以2-3石围为一组分布着。双闸鄂博高台周围的石围基址破环严重，共24座，高家鄂博高台周围石围基址有6座，倪家鄂博高台周围石围基址遭到破坏，现存52座。另外有保存较好的邵家鄂博大型石围墙基址，面积200平方米呈长方形分为主副室。

### 墓葬
石筑墓葬分布在整个遗址群范围内，主要集中在山口附近形成墓葬群。墓葬形制、方向一致。大部分均为方形或长方形的石筑墓葬。但也有分散分布的墓葬，形制、方向和成群分布的不一致。

### 岩画
岩画分布在巴里坤山北麓的强倾斜地带，密集分布在小沟口外，沟口外以及大直沟口外的山坡上。岩画并不是同一时期完成，早期岩画线条较颜色较深、风化程度较甚，晚期岩画线条较细、表现细腻、颜色较浅、风化较轻。内容主要为动物为主，也有狩猎、骑马、车辆、太阳、植物等图像。反映了以游牧和狩猎为主要生产方式的游牧民族文化的特征。

### 出土文物
1984年，从邵家鄂博大型石围墙基址出土了陶罐、铜鍑、环首铜刀及碎陶片。并出土17具具有蒙古人种特征的人骨架。

## 历史推断
有研究表明，该类文化遗存可能是战国秦汉时期。并与相关文献比对，认为该文化遗存可能是古代月氏人的文化遗存，并被普遍认同，除此之外，岳公台—西黑沟遗址群被认为或许是古代月氏人的夏季王庭。

## 历史考察及保护
1984年，新疆社会科学院考古研究所发掘了该遗址群的兰州湾子遗址。1988年，新疆文物考古研究所和哈密文管所对该地区古代遗址进行了普查。1991年，对该遗址进行了复查和核对。2001年起 西北大学学术团队对该地区进行了发掘和文物普查工作，2009年起， 西北大学、新疆文物考古研究所、中国国家博物馆、甘肃省文物考古研究所和哈密地区文物局联合申报的“东天山地区古代游牧民族大型聚落遗址考古与文物保护项目”获批。2013年，该遗址群被评为第七批全国重点文物保护单位。2017年，岳公台—西黑沟遗址群文物保护设施建设项目完成招标。